# Nicole Vervil
Nicole Vervil (31 de octubre de 1920 – 26 de febrero de 2005) fue una actriz teatral, cinematográfica y televisiva de nacionalidad francesa. 

## Biografía
Su nombre verdadero era Thérèse Marguerite Clotilde Le Carpentier, y nació en París, Francia. Estuvo casada con el actor Philippe Dumat.
Fue sobre todo conocida por interpretar a la esposa del ayudante Gerber (Michel Galabru) en los cuatro primeros filmes de la serie del Gendarme interpretado por Louis de Funès, El gendarme de Saint-Tropez, Le Gendarme à New York, Le gendarme se marie y Le Gendarme en balade.
Nicole Vervil falleció en Coutances, Francia, en 2005.

## Teatro
- 1948 : Joyeux Chagrins, a partir de Noël Coward, adaptación de André Roussin y Pierre Gay, escenografía de Louis Ducreux, Théâtre Édouard VII
- 1950 : Les Œufs de l'autruche, de André Roussin, escenografía de Pierre Fresnay, Théâtre des Célestins
- 1950 : La mariée est trop belle, de Michel Duran, escenografía de Roland Piétri, Théâtre Saint-Georges
- 1954 : Faites-moi confiance, de Michel Duran, escenografía de Jean Meyer, Théâtre du Gymnase Marie Bell

## Filmografía

### Cine
- 1961 : Les Livreurs, de Jean Girault
- 1964 : Faites sauter la banque, de Jean girault
- 1964 : El gendarme de Saint-Tropez, de Jean Girault
- 1967 : Le Petit Baigneur, de Robert Dhéry
- 1968 : Le gendarme se marie, de Jean Girault
- 1969 : L'Américain, de Marcel Bozzuffi
- 1969 : L'Aveu, de Costa-Gavras
- 1969 : La Maison de campagne, de Jean Girault
- 1970 : Le Gendarme en balade, de Jean Girault
- 1971 : La Cavale, de Michel Mitrani
- 1973 : Défense de savoir, de Nadine Trintignant
- 1974 : France société anonyme, de Alain Corneau

### Televisión
- 1972 : Les Boussardel, de René Lucot
- 1976 : Un homme, une ville
- 1976 : Comme du bon pain
- 1981 : Salut champion

## Actriz de doblaje
A lo largo de su carrera, Vervil dio voz a actrices como Helena Carter, Cyd Charisse, Beverly Tyler, Eleanor Parker, Ida Lupino, Vera Carmi, Joan Greenwood, Joan Bennett, Judith Evelyn, Sheila Brennan, Yvonne Romain o Marcella Valeri.
También prestó su voz para la película de animación de 1976 Las doce pruebas de Astérix.